# 那沙美 (敷設艇)
那沙美(なさみ)は、日本海軍の敷設艇。夏島型敷設艇の3番艇。
那沙美の名は広島湾北部に大那沙美島・小那沙美島があり、明治時代の雑役船に「那沙美丸」の名もあった。海上自衛隊の掃海母艇「なさみ」は水道名になる。

## 艦歴
①計画艦。命名前の仮称は「第三號敷設艇」。1932年(昭和7年)12月10日「那沙美」と命名、同日二等敷設艇に登録。1933年(昭和8年)1月19日播磨造船所で起工。同年5月23日に敷設艇の等級が廃止され、類別は(等級無しの)敷設艇に改められた。1934年(昭和9年)3月26日進水。建造中に起きた友鶴事件のため、復元性能改善工事を実施。当初の竣工予定は7月31日だったが50日遅れ、9月20日に竣工した。呉鎮守府籍、呉防備隊所属(1936年時)。
1935年（昭和10年）7月、小豆島沖合で大阪商船「緑丸」沈没。多くの行方不明者、犠牲者を出したことから、白鷹など5隻とともに捜索活動に出動。
1938年(昭和13年)から翌年、支那事変、中支方面作戦に参加する 。
太平洋戦争開戦時は佐伯防備隊に所属し同方面の対潜哨戒、機雷敷設、船団護衛などに従事。
1943年(昭和18年)4月1日鎮海警備府に派遣、大連・旅順を基地に同方面での船団護衛や機雷敷設などに従事する。同年11月1日、所属を佐伯防備隊から第八根拠地隊に変更。11月に呉で整備を行い、12月19日横須賀を出港、船団護衛を行いサイパン経由で12月31日トラック入港。以後ラバウルに進出し同方面で船団護衛に従事する。
1944年(昭和19年)2月1日に類別等級が(特務艇の)敷設艇から(艦艇の)敷設艇に移り、改めて呉鎮守府籍となる。
同年4月1日、ラバウルで敵機約140機の攻撃を受け沈没した。4月30日艦艇類別等級表から削除、同日附で除籍された。

## 参考文献

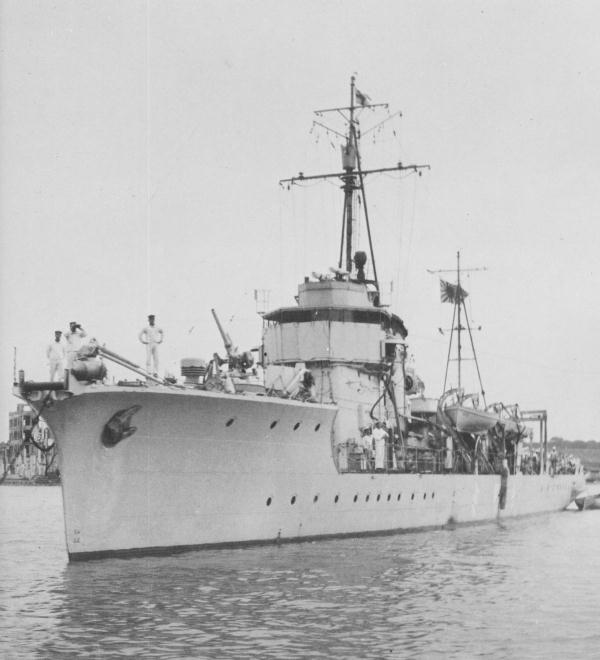
敷設艇「那沙美」。

## 艇長
艤装員長
- 吉井五郎 大尉：1934年4月20日[38] -

## 同型艇
- 夏島 - 猿島